# Adrianichthys oophorus
Adrianichthys oophorus är en fiskart som först beskrevs av Kottelat, 1990.  Adrianichthys oophorus ingår i släktet Adrianichthys och familjen Adrianichthyidae. IUCN kategoriserar arten globalt som starkt hotad. Inga underarter finns listade i Catalogue of Life.